# Lucienne Boyer

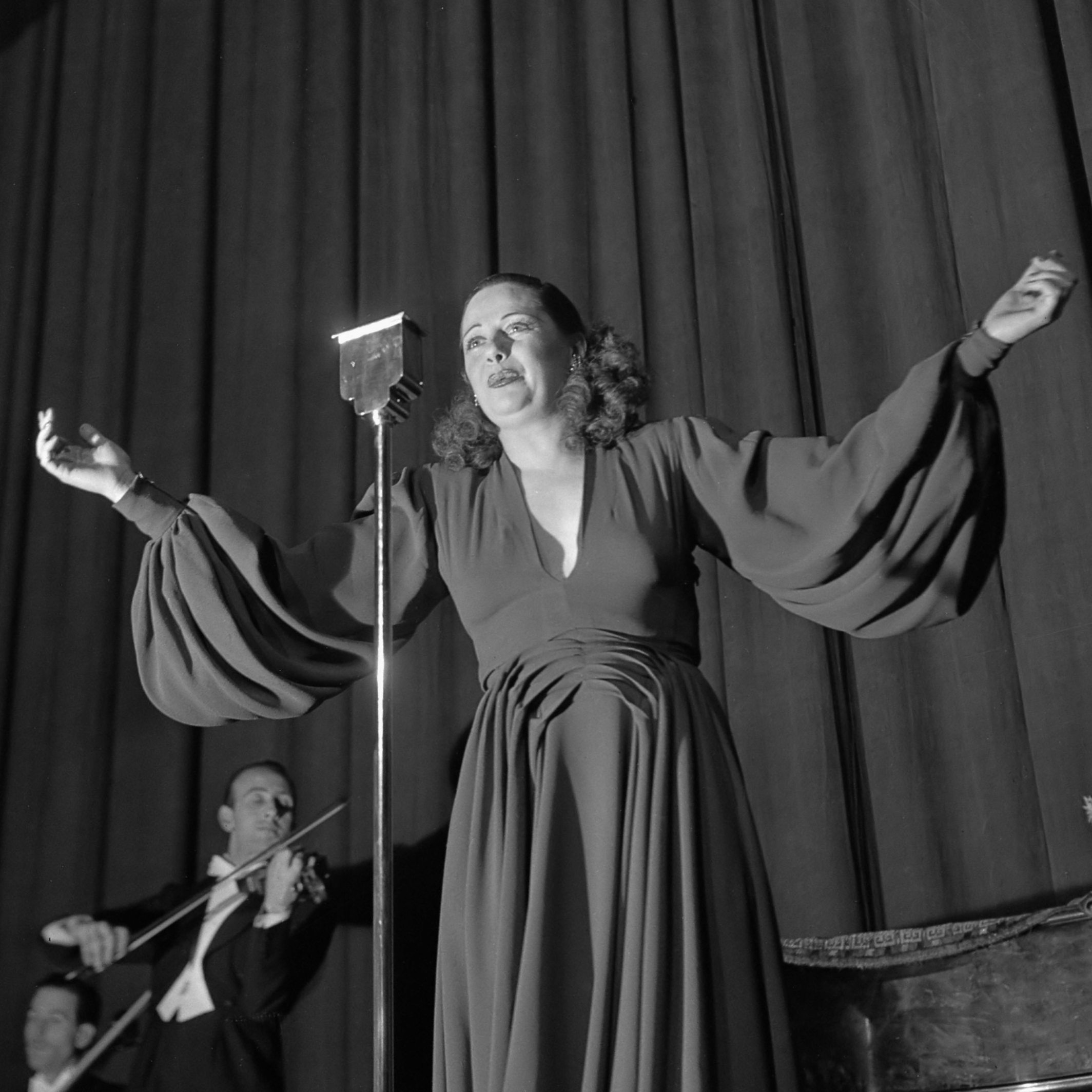
Lucienne Boyer (1945)

Lucienne Boyer, eigentlich Émilienne-Henriette Boyer, (* 18. August 1903 in Paris; † 6. Dezember 1983 ebenda) war eine französische Sängerin.

## Leben und Wirken
Lucienne Boyer wurde im Quartier Montparnasse im 14. Arrondissement von Paris geboren. Sie verlor ihren Vater im Ersten Weltkrieg. Um ihre Familie finanziell zu unterstützen, arbeitete sie als Heranwachsende in einer Munitionsfabrik, wurde aber bereits im Alter von dreizehn Jahren als Sängerin „entdeckt“. Nach kurzen Versuchen am Theater begann sie 1916/1917 in Kabaretts zu singen, unter anderem im Théâtre de l’Athénée, Concordia und Eldorado. Sie errang ihre ersten Erfolge mit den Soldatenliedern Madelon und Le père la victoire. 1927 trat sie in einem Konzert an der Seite des berühmten Sängers Félix Mayol (1872–1941) auf. Der amerikanische Musikproduzent Lee Shubert (1871–1953) engagierte sie für Auftritte am Broadway in New York, wo sie neun Monate verbrachte. Auch später kehrte sie noch zu Auftritten an den Broadway zurück. Eine Schallplattenaufnahme ihres bis heute berühmten Chansons Parlez-moi d’amour entstand 1930. Mit diesem bereits 1924 von Jean Lenoir geschriebenen Lied gewann sie den Grand Prix du Disque der Akademie Charles Cros. 1939 heiratete sie den Sänger Jacques Pills (1906–1970), ihre Tochter Jacqueline wurde 1941 geboren und ebenfalls Sängerin. Noch im Alter von 73 Jahren trat Lucienne Boyer gemeinsam mit ihrer Tochter in der Pariser Music Hall Olympia und einigen Fernsehshows auf. 1955 veröffentlichte sie eine Autobiografie unter dem Titel La gosse de Paris.

## Bekannte Lieder
- On trompe son mari (aus der Operette La petite Dame du train bleu, Musik von Georges van Parys, 1927)
- Parlez-moi d'amour (Text und Musik: Jean Lenoir, 1930)
- Un amour comme le nôtre (Text: Axel Farel, Musik: Charles Borel-Clerc, 1935)
- Parti sans laisser d'adresse (Text/Musik: J. Payrac, F. Gardoni, P. Dudan, 1940)
- Berceuse (Musik und Text: Bruno Coquatrix, 1941)